# 西蒙·斯卢加
西蒙·斯卢加（1993年3月17日—），克罗地亚男子足球运动员，场上位置是守门员。他曾代表克罗地亚参加2020年欧洲足球锦标赛，结果队伍止步十六强赛。